# Angelina Jordan
Angelina Jordan Astar (Oslo, 10 de enero de 2006), conocida profesionalmente como Angelina Jordan, es una compositora y cantante noruega. Como prodigio infantil, ganó la temporada 2014 de Got Talent de Noruega a los ocho años, cantando estándares del jazz clásico, como «Gloomy Sunday» , «I'm a Fool To Want You» , «Bang Bang»  y «Summertime».

## Carrera como cantante
Las actuaciones de Angelina se hicieron virales en YouTube, y apareció en la revista People, Time, y en otros medios de noticias de todo el mundo. También cumplió su sueño de actuar en 2014 en el concierto del Premio Nobel de la Paz.
En septiembre de 2014, interpretó «Fly Me to the Moon» en el programa de televisión estadounidense The View. También ha actuado en programas de TV2 como Allsång på Skansen (Cantando en la frontera) y en TV4 en Suecia. Ella aparece en un pequeño papel de invitado en el último episodio de la temporada 2014 de la serie de Netflix Lilyhammer, interpretando a una chica que canta en un bar.
En abril de 2016, interpretó «Fly Me to the Moon» en el programa de talentos infantiles Little Big Shots de la televisión estadounidense.
En diciembre de 2016, actuó en el concierto en vivo «Alan Walker is Heading Home» en Bergen (Noruega), donde cantó versiones de «Sing me to Sleep» y «Faded».
El 27 de junio de 2018, interpretó «Fly Me To The Moon» en The O2 Arena, Londres, para el 85.º cumpleaños de Quincy Jones.
En 2019, Jordan actuó para el expresidente Barack Obama y otras personalidades en la conferencia Brilliant Minds en Estocolmo.
En octubre de 2019, participa en America's Got Talent The Champions que es emitido en enero y febrero de 2020. Debuta en el concurso cantando un arreglo personal del tema de Queen «Bohemian Rhapsody», obteniendo el botón dorado y accediendo directamente a la final.  La versión que interpretó recibió elogios de la cuenta oficial de Queen en Twitter. La segunda actuación de Jordan, en las finales,  fue una reinterpretación del tema «Goodbye Yellow Brick Road» basado en la versión de Sara Bareilles, que aunque fue bien recibido no pasó a la final.
En agosto de 2020, el mánager de Angelina (su tío, Michael Astar) anuncia que firma con Republic Records. Su primer sencillo con el sello, "Million Miles", se publica el 6 de noviembre de 2020 en las principales plataformas digitales. Se publicó un video con letra oficial en su canal oficial de YouTube ese mismo día. La producción del tema estuvo a cargo del dúo noruego Stargate, quien también coescribió la canción con Jordan.

## Otros
En 2015, Angelina publicó el libro Mellom to hjerter («Entre dos corazones») ilustrado por su abuela Mery Zamani. El libro cuenta la historia del encuentro de Angelina con una pobre niña sin madre en Asia a la que Angelina le entregó sus zapatos. A cambio, la niña prometió orar siempre por Angelina. Según Angelina, el libro se basa en un incidente real, y lo cita como la razón para actuar siempre descalza. En 2016 lanzó su propio canal de YouTube. Después de su debut con Christmas EP My Christmas lanzado en 2014, publicó Angelina Jordan - The EP el 27 de noviembre de 2017, y el álbum It's Magic (con Forsvarets Stabsmusikkorps) el 15 de junio de 2018. 

## Vida personal
Vive en Oslo con su familia. Tiene una hermana menor que ella. Ha vivido anteriormente en otros países, como Estados Unidos. Su madre noruega, Sara Astar (nacida en 1984), es hija de la artista iraní Mery Zamani (nacida en 1961) y de padre japonés.
Es alumna en la Escuela Waldorf de Oslo y tras las clases acude a la Escuela de Música y Artes Escénicas de Oslo, donde recibe lecciones de canto. Además de cantar toca el piano, el violín y la flauta.
A principios de 2020 se muda a Los Ángeles con su familia. 

## Discografía

### Álbumes
| Título                   | Año  | Canciones |
| ------------------------ | ---- | --- |
| My Christmas - Single    | 2015 | 1. "White Christmas" 2. "I Saw Mommy Kissing Santa Claus" 3. "Silent Night" |
| Angelina Jordan - The EP | 2017 | 1. "I put a spell on you" 2. "Our day will come" 3. "When you're smiling" 4. "Fly me to the moon" 5. "What a difference a day makes" 6. "Back to black" |
| It's Magic               | 2018 | 1. "It's Magic" (Cahn, Styne) 2. "What is Life" (Jordan) 3. "Cheek to Cheek" (Berlín) 4. "Waltz for Debbie" (Evans) (instrumental) 5. "Oslo" (Jordan) 6. "Crazy" (Nelson) 7. "Fly Me to the Moon" (Howard) 8. "Cry Me a River" (Hamilton) 9. "Line for Lyons" (Gerry Mulligan) (instrumental) 10. "I'm a Fool to Want You" (Herron , Sinatra, Wolf) 11. "La Boheme" (Aznavour, Plante) 12. "It's a Man's World" (Brown, Newsone) 13. "Answer Me, My Love" (Rauch, Winkler) (instrumental) 14. "Mr. Lonely" (Vinton, Allan) 15. "Speak Softly Love" (Rota) 16. "Can't Help Falling in Love" (Weiss, Greatore, Peretti) |

### Sencillos
| Título                                          | Año  | Álbum                    |
| ----------------------------------------------- | ---- | ------------------------ |
| "I put a spell on you"                          | 2016 | Angelina Jordan - The EP |
| "What a difference a day makes"                 | 2016 | Angelina Jordan - The EP |
| "Fly me to the moon"                            | 2017 | Angelina Jordan - The EP |
| "When you're smiling"                           | 2017 | Angelina Jordan - The EP |
| "What is life" (ft. Forsvarets Stabsmusikkorps) | 2018 | It's Magic               |
| "Shield"                                        | 2018 | It's Magic               |
| "Million Miles"                                 | 2020 | Million Miles            |